# 262 Dywizja Piechoty (III Rzesza)
262 Dywizja Piechoty (niem. 262. Infanterie-Division) – niemiecka dywizja z czasów II wojny światowej, uczestniczyła w ataku na Związek Radziecki, gdzie została rozbita. 
Sformowana została w Wiedniu na mocy rozkazu z 26 sierpnia 1939, w 4. fali mobilizacyjnej w XVII Okręgu Wojskowym. W czasie agresji niemieckiej na Polskę stacjonowała w Saarze. We wrześniu 1940 została przerzucona na terytorium okupowanej Polski. Od 22 czerwca 1941 uczestniczyła w ataku na Związek Radziecki w składzie IV Korpusu Armijnego, biorąc udział w walkach przeciw Armii Czerwonej. Ciężkie straty poniosła w trakcie bitwy pod Kurskiem. W czasie toczonych walk odwrotowy poniosła kolejne straty, w związku z czym została zredukowana do 262 grupy dywizyjnej. We wrześniu 1944 jej niedobitki włączono do 56 Dywizji Piechoty. 
Służący w 262 DP ppor. Michael Kitzelmann, za wypowiedzi antywojenne i krytykę okrucieństwa panującego na terytorium niemieckiej okupacji, został skazany na śmierć.

## Dowódcy dywizji
- gen. por. Edgar Theißen (od 26.08.1939)
- gen. por. Friedrich Karst (od 15.09.1942)
- gen. mjr Eugen Wößner (od 16.07.1943)[3].

## Struktura organizacyjna
Stan w sierpniu 1939:
- 462, 482 i 486  pułk piechoty,
- 262  pułk artylerii,
- 262  batalion pionierów,
- 262  oddział rozpoznawczy,
- 262  oddział przeciwpancerny,
- 262  oddział łączności,
- 262  polowy batalion zapasowy;

Struktura organizacyjna w marcu 1943 roku:
- 462, 482 i 486  pułk grenadierów,
- 262  pułk artylerii,
- 262  batalion pionierów,
- 262  batalion fizylierów,
- 262  oddział przeciwpancerny,
- 262  oddział łączności,
- 262  polowy batalion zapasowy;